# Лемберг Йосип Хаїмович
Йосип Хаїмович Лемберг (рос. Иосиф Хаимович Лемберг; 1913, Біла Церква — ?) — радянський і російський учений у галузі ядерної фізики, професор, доктор фізико-математичних наук (1963), лауреат Державної премії СРСР (1968) і Заслужений діяч науки Російської Федерації (1999).

## Біографія
Народився в місті Біла Церква Васильківського повіту Київської губернії 1913 року (згідно з деякими джерелами — 1914 року).
Закінчив фізичний факультет ЛДУ (1938). Член ВКП(б) із 1941 року.
У 1938-1941 роках викладач у Педагогічному інституті Комі АРСР (Сиктивкар). У 1941-1946 роках служив у РСЧА, учасник німецько-радянської війни, начальник хімічної служби 17 іап 3 ВА, 1-й Прибалтійський і 3-й Білоруський фронти. Нагороджений орденами Червоної Зірки (13 травня 1945) і Вітчизняної війни II ступеня (6 листопада 1985).
З 1946 року науковий співробітник, з 1967 року завідувач сектору, з 1971 року завідувач циклотронної лабораторії ЛФТІ, з 1984 до 1999 року провідний науковий співробітник тієї ж лабораторії.
Заслужений діяч науки Російської Федерації (14 вересня 1999). Нагороджений орденом «Знак Пошани» (1967).

## Наукова діяльність
Ініціатор і керівник розгорнутих досліджень кулонівського збудження ядерних рівнів, на основі яких виявлено й описано оболонкову структуру колективних станів ядра і деформацію легких ядер. Провів нейтронно-активаційний аналіз шляхом реєстрації гамма-променів для хімічного аналізу речовин.
Доктор фізико-математичних наук (1963), тема дисертації «Дослідження кулонівського збудження ядерних рівнів», професор. Автор понад 150 наукових праць.
Лауреат Державної премії СРСР (1968) — за цикл робіт із дослідження кулонівського збудження ядер (1956-1966).

## Нагороди
- Орден Червоної Зірки (1945)
- Орден Вітчизняної війни II ступеня (1985)
- Державна премія СРСР (1968)
- Заслужений діяч науки Російської Федерації (1999)
- Орден «Знак Пошани» (1967)